# Hubbardia secoensis
Espèce
Synonymes
- Schizomus secoensis Briggs & Hom, 1988

Hubbardia secoensis est une espèce de schizomides de la famille des Hubbardiidae.

## Distribution
Cette espèce est endémique de Californie aux États-Unis,. Elle se rencontre dans le comté de Monterey.

## Description
Le mâle holotype mesure 4,37 mm et la femelle paratype 4,47 mm.

## Étymologie
Son nom d'espèce, composé de seco et du suffixe latin -ensis, « qui vit dans, qui habite », lui a été donné en référence au lieu de sa découverte, Arroyo Seco Campground.

## Publication originale
- Briggs & Hom, 1988 : A new species and new records of schizomids from the central coastal California (Schizomida: Schizomidae: Schizomus). Proceedings of the California Academy of Sciences, sér. 4, vol. 45, no 4, p. 83-88 (texte intégral).